# 羅塔爾峰
46°31′55.4″N 7°58′02.3″E / 46.532056°N 7.967306°E

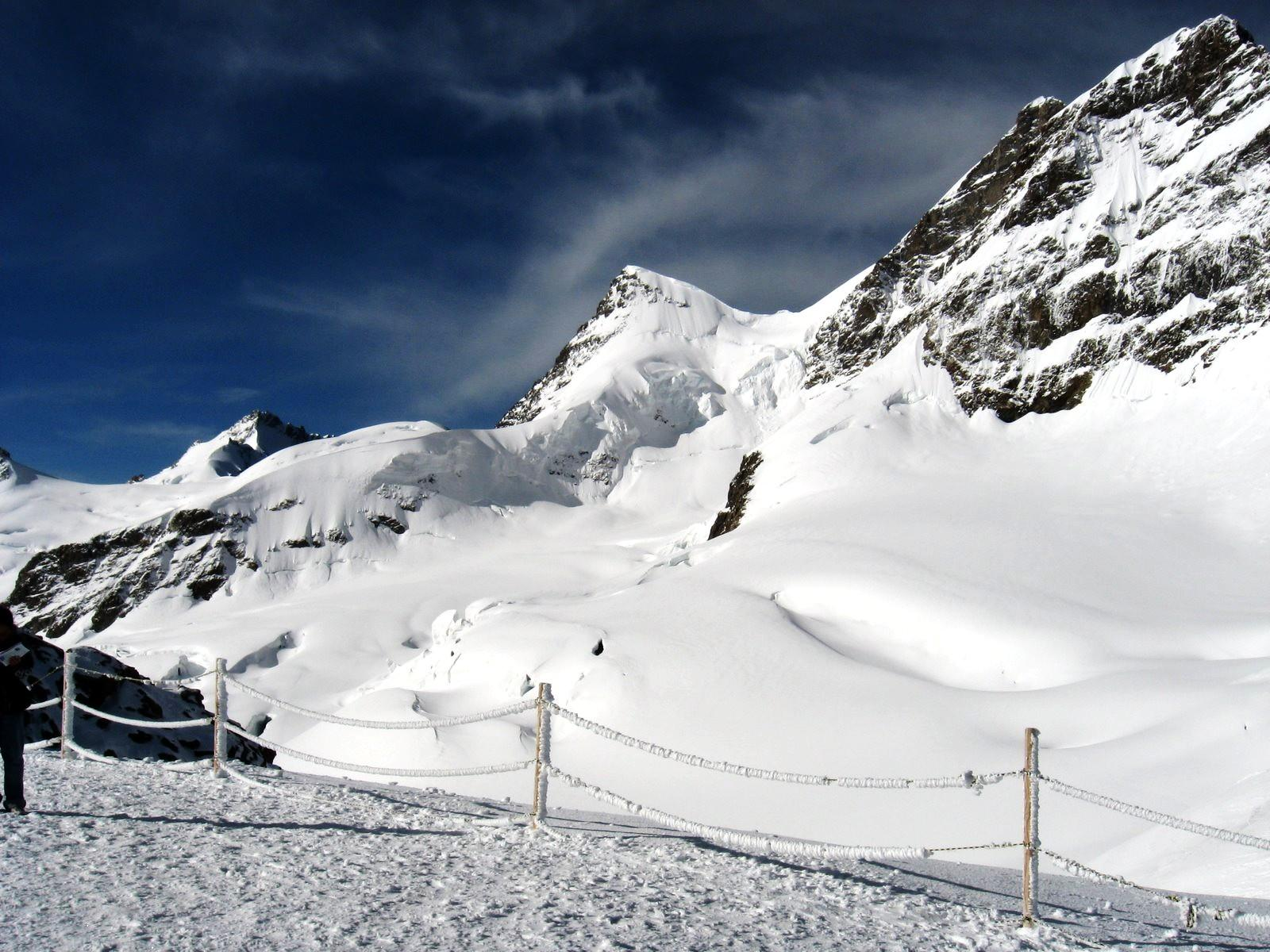

羅塔爾峰（Rottalhorn），是瑞士的山峰，位於該國南部，由伯恩州和瓦萊州負責管轄，屬於伯尔尼山的一部分，海拔高度3,972米，每年平均降雨量2,221毫米。

## 外部連結
- Rottalhorn on Hikr （页面存档备份，存于）